# Electrochemical Society
A Electrochemical Society é uma organização sem fins lucrativos com sede nos Estados Unidos que apoia a investigação científica no campo da eletroquímica e ciência do estado sólido e tecnologia relacionada. Os membros da Sociedade compreendem mais de 8.000 cientistas e engenheiros em mais de 85 países em todos os níveis de graduação e em todos os campos da eletroquímica, ciência do estado sólido e tecnologias relacionadas. Apoio adicional é fornecido por membros institucionais, incluindo corporações e laboratórios.